# 16e étape du Tour d'Italie 2013
La 16e étape du Tour d'Italie 2013, d'une distance de 238 km, s'est courue le mardi 21 mai 2013 entre le village français de Valloire et la ville italienne d'Ivrée. Elle a lieu le jour après la seconde journée de repos ayant eu lieu la veille à Valloire. Elle a été gagnée par l'Espagnol Beñat Intxausti devant l'Estonien Tanel Kangert et le Polonais Przemysław Niemiec, troisième comme la veille. Le groupe composé de tous les coureurs présent dans les dix premiers du classement général dressé à l'issue de l'étape précédente, à l'exception des Italiens Domenico Pozzovivo et Mauro Santambrogio, est arrivé à 14 secondes du vainqueur. Ces deux derniers sont arrivés respectivement à une minute et 51 secondes et deux minutes et 24 secondes. Seul le classement par équipes aux points change de leader : la formation espagnole Movistar passe devant l'équipe britannique Sky.
Mauro Santambrogio est disqualifié après un contrôle positif à l'EPO effectué au terme de la première étape. Il perd les classements de cette étape.

## Déroulement de la course
Benat Intxausti a devancé Kangert et Niemiec dans un sprint à trois. Nibali a franchi la ligne avec ses adversaires directs, une quinzaine de secondes plus tard. Seul victime du jour, Mauro Santambrogio a été lâché  dans la montée de la dernière difficulté, à une vingtaine de kilomètres de l'arrivée, et a perdu plus de deux minutes. Malgré une échappée matinale avec des coureurs avec des coureurs comme Kelderman, Pirazzi, Navardauskas et Pate, le peloton est revenu sur eux au pied de la dernière difficulté du jour. Kangert a attaqué à plusieurs reprises dans la montée d'Andrate et a été suivi par Intxausti, Niemiec et le Néerlandais Robert Gesink. Malheureusement, ce dernier a été victime d'une crevaison dans le final.

## Résultats de l'étape

### Sprints
| 1. Sprint intermédiaire d'Agliè (km 183,6) | 1. Sprint intermédiaire d'Agliè (km 183,6) | 1. Sprint intermédiaire d'Agliè (km 183,6) | 1. Sprint intermédiaire d'Agliè (km 183,6) | 1. Sprint intermédiaire d'Agliè (km 183,6) | 1. Sprint intermédiaire d'Agliè (km 183,6) |
|                                            | Coureur                                    | Pays                                       | Équipe                                     |                                            | Point(s)                                   |
| ------------------------------------------ | ------------------------------------------ | ------------------------------------------ | ------------------------------------------ | ------------------------------------------ | ------------------------------------------ |
| 1er                                        | Danilo Di Luca                             | Italie                                     | Vini Fantini-Selle Italia                  |                                            | 8                                          |
| 2e                                         | Matteo Rabottini                           | Italie                                     | Vini Fantini-Selle Italia                  |                                            | 6                                          |
| 3e                                         | Stefano Pirazzi                            | Italie                                     | Bardiani Valvole-CSF Inox                  |                                            | 4                                          |
| 4e                                         | Christian Meier                            | Canada                                     | Orica-GreenEDGE                            |                                            | 3                                          |
| 5e                                         | Edoardo Zardini                            | Italie                                     | Bardiani Valvole-CSF Inox                  |                                            | 2                                          |
| 6e                                         | Rory Sutherland                            | Australie                                  | Saxo-Tinkoff                               |                                            | 1                                          |
| modifier                                   |                                            |                                            |                                            |                                            |                                            |

| 2. Sprint intermédiaire de Bollengo (km 207,5) | 2. Sprint intermédiaire de Bollengo (km 207,5) | 2. Sprint intermédiaire de Bollengo (km 207,5) | 2. Sprint intermédiaire de Bollengo (km 207,5) | 2. Sprint intermédiaire de Bollengo (km 207,5) | 2. Sprint intermédiaire de Bollengo (km 207,5) |
|                                                | Coureur                                        | Pays                                           | Équipe                                         |                                                | Point(s)                                       |
| ---------------------------------------------- | ---------------------------------------------- | ---------------------------------------------- | ---------------------------------------------- | ---------------------------------------------- | ---------------------------------------------- |
| 1er                                            | Emanuele Sella                                 | Italie                                         | Androni Giocattoli-Venezuela                   |                                                | 8                                              |
| 2e                                             | Danny Pate                                     | États-Unis                                     | Sky                                            |                                                | 6                                              |
| 3e                                             | Wilco Kelderman                                | Pays-Bas                                       | Blanco                                         |                                                | 4                                              |
| 4e                                             | Grega Bole                                     | Slovénie                                       | Vacansoleil-DCM                                |                                                | 3                                              |
| 5e                                             | Stefano Pirazzi                                | Italie                                         | Bardiani Valvole-CSF Inox                      |                                                | 2                                              |
| 6e                                             | Ramūnas Navardauskas                           | Lituanie                                       | Garmin-Sharp                                   |                                                | 1                                              |
| modifier                                       |                                                |                                                |                                                |                                                |                                                |

| Sprint final d'Ivrée (km 238) | Sprint final d'Ivrée (km 238) | Sprint final d'Ivrée (km 238) | Sprint final d'Ivrée (km 238) | Sprint final d'Ivrée (km 238) | Sprint final d'Ivrée (km 238) |
|                               | Coureur                       | Pays                          | Équipe                        |                               | Point(s)                      |
| ----------------------------- | ----------------------------- | ----------------------------- | ----------------------------- | ----------------------------- | ----------------------------- |
| 1er                           | Beñat Intxausti               | Espagne                       | Movistar                      |                               | 25                            |
| 2e                            | Tanel Kangert                 | Estonie                       | Astana                        |                               | 20                            |
| 3e                            | Przemysław Niemiec            | Pologne                       | Lampre-Merida                 |                               | 16                            |
| 4e                            | Ramūnas Navardauskas          | Lituanie                      | Garmin-Sharp                  |                               | 14                            |
| 5e                            | Cadel Evans                   | Australie                     | BMC Racing                    |                               | 12                            |
| 6e                            | Franco Pellizotti             | Italie                        | Androni Giocattoli-Venezuela  |                               | 10                            |
| 7e                            | Michele Scarponi              | Italie                        | Lampre-Merida                 |                               | 9                             |
| 8e                            | Rafał Majka                   | Pologne                       | Saxo-Tinkoff                  |                               | 8                             |
| 9e                            | José Herrada                  | Espagne                       | Movistar                      |                               | 7                             |
| 10e                           | Carlos Betancur               | Colombie                      | AG2R La Mondiale              |                               | 6                             |
| 11e                           | Rigoberto Urán                | Colombie                      | Sky                           |                               | 5                             |
| 12e                           | Vincenzo Nibali               | Italie                        | Astana                        |                               | 4                             |
| 13e                           | Samuel Sánchez                | Espagne                       | Euskaltel Euskadi             |                               | 3                             |
| 14e                           | Stefano Pirazzi               | Italie                        | Bardiani Valvole-CSF Inox     |                               | 2                             |
| 15e                           | Fabio Aru                     | Italie                        | Astana                        |                               | 1                             |
| modifier                      |                               |                               |                               |                               |                               |

### Ascensions
| 1. Col du Mont-Cenis, 1re catégorie (km 64,8) | 1. Col du Mont-Cenis, 1re catégorie (km 64,8) | 1. Col du Mont-Cenis, 1re catégorie (km 64,8) | 1. Col du Mont-Cenis, 1re catégorie (km 64,8) | 1. Col du Mont-Cenis, 1re catégorie (km 64,8) | 1. Col du Mont-Cenis, 1re catégorie (km 64,8) |
|                                               | Coureur                                       | Pays                                          | Équipe                                        |                                               | Point(s)                                      |
| --------------------------------------------- | --------------------------------------------- | --------------------------------------------- | --------------------------------------------- | --------------------------------------------- | --------------------------------------------- |
| 1er                                           | Jackson Rodríguez                             | Venezuela                                     | Androni Giocattoli-Venezuela                  |                                               | 15                                            |
| 2e                                            | Stefano Pirazzi                               | Italie                                        | Bardiani Valvole-CSF Inox                     |                                               | 9                                             |
| 3e                                            | José Serpa                                    | Colombie                                      | Lampre-Merida                                 |                                               | 5                                             |
| 4e                                            | Robinson Chalapud                             | Colombie                                      | Colombia                                      |                                               | 3                                             |
| 5e                                            | Gorka Verdugo                                 | Espagne                                       | Euskaltel Euskadi                             |                                               | 2                                             |
| 6e                                            | Danilo Di Luca                                | Italie                                        | Vini Fantini-Selle Italia                     |                                               | 1                                             |
| modifier                                      |                                               |                                               |                                               |                                               |                                               |

| 2. Côte d'Andrate, 2e catégorie (km 126,1) | 2. Côte d'Andrate, 2e catégorie (km 126,1) | 2. Côte d'Andrate, 2e catégorie (km 126,1) | 2. Côte d'Andrate, 2e catégorie (km 126,1) | 2. Côte d'Andrate, 2e catégorie (km 126,1) | 2. Côte d'Andrate, 2e catégorie (km 126,1) |
|                                            | Coureur                                    | Pays                                       | Équipe                                     |                                            | Point(s)                                   |
| ------------------------------------------ | ------------------------------------------ | ------------------------------------------ | ------------------------------------------ | ------------------------------------------ | ------------------------------------------ |
| 1er                                        | Carlos Betancur                            | Colombie                                   | AG2R La Mondiale                           |                                            | 9                                          |
| 2e                                         | Stefano Pirazzi                            | Italie                                     | Bardiani Valvole-CSF Inox                  |                                            | 5                                          |
| 3e                                         | Michele Scarponi                           | Italie                                     | Lampre-Merida                              |                                            | 3                                          |
| 4e                                         | Rafał Majka                                | Pologne                                    | Saxo-Tinkoff                               |                                            | 2                                          |
| 5e                                         | Tanel Kangert                              | Estonie                                    | Astana                                     |                                            | 1                                          |
| modifier                                   |                                            |                                            |                                            |                                            |                                            |

### Classement à l'arrivée
| Classement de l'étape | Classement de l'étape | Classement de l'étape | Classement de l'étape        | Classement de l'étape | Classement de l'étape |
|                       | Coureur               | Pays                  | Équipe                       |                       | Temps                 |
| --------------------- | --------------------- | --------------------- | ---------------------------- | --------------------- | --------------------- |
| Vainqueur             | Beñat Intxausti       | Espagne               | Movistar                     | en                    | 5 h 52 min 48 s       |
| 2e                    | Tanel Kangert         | Estonie               | Astana                       | +                     | 0 s                   |
| 3e                    | Przemysław Niemiec    | Pologne               | Lampre-Merida                |                       | 0 s                   |
| 4e                    | Ramūnas Navardauskas  | Lituanie              | Garmin-Sharp                 |                       | 14 s                  |
| 5e                    | Cadel Evans           | Australie             | BMC Racing                   |                       | 14 s                  |
| 6e                    | Franco Pellizotti     | Italie                | Androni Giocattoli-Venezuela |                       | 14 s                  |
| 7e                    | Michele Scarponi      | Italie                | Lampre-Merida                |                       | 14 s                  |
| 8e                    | Rafał Majka           | Pologne               | Saxo-Tinkoff                 |                       | 14 s                  |
| 9e                    | José Herrada          | Espagne               | Movistar                     |                       | 14 s                  |
| 10e                   | Carlos Betancur       | Colombie              | AG2R La Mondiale             |                       | 14 s                  |
| modifier              |                       |                       |                              |                       |                       |

## Classements à l'issue de l'étape

### Classement général
| Classement général | Classement général | Classement général | Classement général        | Classement général | Classement général |
|                    | Coureur            | Pays               | Équipe                    |                    | Temps              |
| ------------------ | ------------------ | ------------------ | ------------------------- | ------------------ | ------------------ |
| 1er                | Vincenzo Nibali    | Italie             | Astana                    | en                 | 67 h 55 min 36 s   |
| 2e                 | Cadel Evans        | Australie          | BMC Racing                | +                  | 1 min 26 s         |
| 3e                 | Rigoberto Urán     | Colombie           | Sky                       |                    | 2 min 46 s         |
| 4e                 | Michele Scarponi   | Italie             | Lampre-Merida             |                    | 3 min 53 s         |
| 5e                 | Przemysław Niemiec | Pologne            | Lampre-Merida             |                    | 4 min 13 s         |
| 6e                 | Mauro Santambrogio | Italie             | Vini Fantini-Selle Italia |                    | 4 min 57 s         |
| 7e                 | Carlos Betancur    | Colombie           | AG2R La Mondiale          |                    | 5 min 15 s         |
| 8e                 | Rafał Majka        | Pologne            | Saxo-Tinkoff              |                    | 5 min 20 s         |
| 9e                 | Beñat Intxausti    | Espagne            | Movistar                  |                    | 5 min 47 s         |
| 10e                | Robert Gesink      | Pays-Bas           | Blanco                    |                    | 7 min 24 s         |
| modifier           |                    |                    |                           |                    |                    |

### Classement par points
| Classement par points | Classement par points | Classement par points | Classement par points   | Classement par points | Classement par points |
|                       | Coureur               | Pays                  | Équipe                  |                       | Point(s)              |
| --------------------- | --------------------- | --------------------- | ----------------------- | --------------------- | --------------------- |
| 1er                   | Mark Cavendish        | Grande-Bretagne       | Omega Pharma-Quick Step |                       | 109                   |
| 2e                    | Cadel Evans           | Australie             | BMC Racing              |                       | 103                   |
| 3e                    | Carlos Betancur       | Colombie              | AG2R La Mondiale        |                       | 85                    |
| modifier              |                       |                       |                         |                       |                       |

### Classement du meilleur grimpeur
| Classement du meilleur grimpeur | Classement du meilleur grimpeur | Classement du meilleur grimpeur | Classement du meilleur grimpeur | Classement du meilleur grimpeur | Classement du meilleur grimpeur |
|                                 | Coureur                         | Pays                            | Équipe                          |                                 | Point(s)                        |
| ------------------------------- | ------------------------------- | ------------------------------- | ------------------------------- | ------------------------------- | ------------------------------- |
| 1er                             | Stefano Pirazzi                 | Italie                          | Bardiani Valvole-CSF Inox       |                                 | 79                              |
| 2e                              | Giovanni Visconti               | Italie                          | Movistar                        |                                 | 42                              |
| 3e                              | Jackson Rodríguez               | Venezuela                       | Androni Giocattoli-Venezuela    |                                 | 41                              |
| modifier                        |                                 |                                 |                                 |                                 |                                 |

### Classement du meilleur jeune
| Classement du meilleur jeune | Classement du meilleur jeune | Classement du meilleur jeune | Classement du meilleur jeune | Classement du meilleur jeune | Classement du meilleur jeune |
|                              | Coureur                      | Pays                         | Équipe                       |                              | Temps                        |
| ---------------------------- | ---------------------------- | ---------------------------- | ---------------------------- | ---------------------------- | ---------------------------- |
| 1er                          | Carlos Betancur              | Colombie                     | AG2R La Mondiale             | en                           | 68 h 0 min 51 s              |
| 2e                           | Rafał Majka                  | Pologne                      | Saxo-Tinkoff                 | +                            | 5 s                          |
| 3e                           | Wilco Kelderman              | Pays-Bas                     | Blanco                       |                              | 9 min 49 s                   |
| modifier                     |                              |                              |                              |                              |                              |

### Classements par équipes

#### Classement au temps
| Classement par équipes au temps | Classement par équipes au temps | Classement par équipes au temps | Classement par équipes au temps | Classement par équipes au temps |
|                                 | Équipes                         | Pays                            |                                 | Temps                           |
| ------------------------------- | ------------------------------- | ------------------------------- | ------------------------------- | ------------------------------- |
| 1re                             | Sky                             | Royaume-Uni                     | en                              | 203 h 28 min 32 s               |
| 2e                              | Astana                          | Kazakhstan                      | +                               | 4 min 27 s                      |
| 3e                              | Blanco                          | Pays-Bas                        |                                 | 4 min 58 s                      |
| modifier                        |                                 |                                 |                                 |                                 |

#### Classement aux points
| Classement par équipes aux points | Classement par équipes aux points | Classement par équipes aux points | Classement par équipes aux points | Classement par équipes aux points |
|                                   | Équipes                           | Pays                              |                                   | Point(s)                          |
| --------------------------------- | --------------------------------- | --------------------------------- | --------------------------------- | --------------------------------- |
| 1re                               | Movistar                          | Espagne                           |                                   | 218                               |
| 2e                                | Sky                               | Royaume-Uni                       |                                   | 215                               |
| 3e                                | BMC Racing                        | États-Unis                        |                                   | 211                               |
| modifier                          |                                   |                                   |                                   |                                   |

## Abandons
- Mattia Gavazzi (Androni Giocattoli-Venezuela) : exclu
- Matthew Goss (Orica-GreenEDGE) : abandon
- Nathan Haas (Garmin-Sharp) : abandon
- Dmitry Kozontchuk (Katusha) : abandon
- Taylor Phinney (BMC Racing) : abandon
- Anthony Roux (FDJ) : abandon
- Maarten Wynants (Blanco) : abandon